# Эрнандес, Хулиан
Хулиан Эрнандес Перес (исп. Julián Hernández Pérez; род. 1972, Мехико, Мексика) — мексиканский кинорежиссер, сценарист, продюсер.

## Биография
Хулиан Эрнандес родился в Мехико в 1972 году. Учился в Учебно-научном центре кинообразования (исп. Centro Universitario de Estudios Cinematográficos, CUEC) в Мехико. Кинематографический стиль Эрнандеса сложилась под влиянием творчества таких режиссеров, как Микеланджело Антониони, Леонардо Фавио, Робер Брессон и Ален Рене. Он также является основателем Cooperativa Cinematográfica Morelos, который за последние 20 лет оказал поддержку в создании 25 фильмов.
Внимание национальных и международных кинокритиков Хулиан Эрнандес привлек уже своим первым полнометражным фильмом «Тысяча облаков мира закрыли небо, люби, твоя любовь будет вечной» (2003). Лента получила премию «Тедди» на Берлинском международном кинофестивале 2003 года и была номинирована в 8-ми категориях на соискание мексиканской национальной кинопремии «Ариэль». Второй раз режиссер получил «Тедди» в 2009 году за фильм «Яростное солнце, яростное небо».
Многие критики сравнивают его работу с хореографией и отмечают мастерское использование им последовательности кадров.